# 10-es metróvonal (Barcelona)
A 10-es metróvonal (katalán nyelven: Línia 10) egy 10,1 km hosszúságú, normál nyomtávolságú, részben még építés alatt álló automata metróvonal Spanyolországban, Barcelonában. A metróvonal két fővonalból áll, melyek több állomás hosszan fonódnak, majd a vonal mindkét végén elágaznak.
A Transports Metropolitans de Barcelona üzemelteti a vonalat.

## Áttekintés
A vonal összeköti a Zona Franca állomást Badalona állomással,keresztülszelve eközben egész Barcelonát, közösen haladva az L9 metróvonallal. Az L9 / 10 lesz a legmélyebb és leghosszabb vonal a hálózatban. Az eredeti tervekben 2008-as átadás szerepelt, de az építkezés közben fellépő problémák miatt az átadás csak 2025-ben várható.
A vonal jelenleg két szakaszban üzemel, északon és délen, hasonlóan a 9-es vonalhoz.

### Északi szakasz
A Gorg és Bon Pastor állomások közötti szakasz 2010. április 18-án nyílt meg, a La Sagrera és Bon Pastor közötti szakasz (az Estació de la Sagrera állomás kivételével) 2010. június 26-án nyílt meg. Ez a szakasz L10 Nord néven üzemel.

### Déli szakasz
2018. szeptember 8-án Foc állomás és a Can Tries-Gornal, a 9-es metróvonal főútvonala közötti kereszteződés közötti szakasz nyílt meg az utazóközönség számára, az Ildefons Cerdà és Provençana állomások kivételével. Ennek a két állomásnak a megnyitását 2019-re halasztották, a vonal többi részének Zona Franca-on keresztül 2022 és 2025 között fog megnyílni. A járatok ezen a szakaszon Foc és a Collblanc állomások között közlekednek, mivel Collblanc és Zona Universitària közötti vonalrész egyvágányú és nem rendelkezik elegendő kapacitással az L9 és az L10 járatok közlekedtetéséhez. Ez a szakasz L10 Sud néven ismert. Provençana állomást 2019. március 2-án nyitották meg az utasok számára, majd 2019. november 24-én Ciutat de la Justícia állomás is megnyílt.